# Ophthalmis sumbana
Ophthalmis sumbana là một loài bướm đêm trong họ Noctuidae.